# The Faint
I Faint sono un gruppo musicale dance punk/new wave statunitense, formatosi a Omaha, Nebraska nel 1995.

## Storia
Il gruppo nasce a Omaha, nel Nebraska, su iniziativa del cantante Todd Baechle e del batterista Clark Baechle, cui si aggiungono il bassista Joel Petersen e Conor Oberst, che nel 1998 intraprenderà la carriera solista come Bright Eyes.
Media, è l'album d’esordio pubblicato nel 1998 subito dopo la defezione di Oberst, album avente come riferimenti il lo-fi indie dei vari Dinosaur Jr. e Pavement. 

Con l’entrata nel gruppo di un tastierista, Jacob Thiele, e la pubblicazione di Blank-Wave Arcade, la band comincia a fare un uso massiccio di tastiere e sintetizzatori, prendendo come riferimento la new wave del decennio precedente. 

Nel 2001 esce Danse Macabre, le cui canzoni si emancipano dalla new wave per avvicinarsi alla musica da club contemporanea.

Wet From Birth, quarto lavoro in studio della band di Omaha, esce nel 2004 ed è caratterizzato da elementi nuovi, come l’uso di violino e violoncello, nonché da riff chitarristici che trovano più spazio rispetto ai due lavori precedenti.

Dopo quattro anni, esce Fasciinatiion per la Blank.wav, etichetta di proprietà degli stessi Faint. 

È del 2016 il primo greatest hits della band, dal titolo Capsule: 1999-2016, una retrospettiva dalle canzoni più risalenti sino ad alcuni estratti dell'album più recente (Doom Abuse, pubblicato due anni prima).

## Formazione

### Formazione attuale
- Todd Fink – voce, tastiera (1995-in attività)
- Jacob Thiele – tastiera, cori (1999-in attività)
- Dapose (Michael Dappen) – chitarra (2001-in attività)
- Joel Petersen – basso (1995-in attività)
- Clark Baechle – batteria, percussioni (1995-in attività)

### Ex componenti
- Conor Oberst – chitarra (1995)
- Matt Bowen – tastiera (1995-1998)

## Discografia

### Album
- 1995 – Sine Sierra
- 1998 – Media
- 1999 – Blank-Wave Arcade
- 2000 – Blank-Wave Arcade Remixes
- 2001 – Danse Macabre
- 2003 – Danse Macabre Remixes
- 2004 – Wet from Birth
- 2008 – Fasciinatiion[3]
- 2014 - Doom Abuse
- 2019 - Egowerk

### Raccolte
- 2016 - Capsule: 1999-2016